# Cantharis dahlgreni
Cantharis dahlgreni es una especie de coleóptero de la familia Cantharidae.

## Distribución geográfica
Habita en  Grecia.